# Alice Orr-Ewing
Alice Orr-Ewing (ur. 7 lipca 1989 w Londynie) – brytyjska aktorka filmowa i serialowa, absolwentka London Academy of Music and Dramatic Art (2011 r.).

## Filmografia
- 2007: Pokuta (Atonemen) jako pielęgniarka na sali[1]
- 2012: The Scapegoat jako Frances[1]
- 2012: A Fantastic Fear of Everything jako Lavinia[1]
- 2013–2014: Blandings jako Angela[1]
- 2013: Poirot (Agatha Christie's Poirot) jako Judith Hastings (gościnnie)[1]
- 2014: Pan Turner (Mr. Turner) jako młoda dama[1]
- 2014: Teoria wszystkiego (The Theory of Everything) jako Diana King[1]
- 2014–: Nasze zoo (Our Zoo) jako lady Hughes[1]
- 2015: In Memory jako Grace[1]
- 2016–: Wiktoria (Victoria) jako lady Flora Hastings[1]
- 2018: Skandal w angielskim stylu (A Very English Scandal) jako Caroline Allpass[1]